# Umm Qais

Mapa de la Decápolis, mostrando la localización de Gádara.

Umm Qais (en árabe: أم قيس‎, lit.  "«Madre de Qais»") es una ciudad de Jordania ubicada en el emplazamiento de la antigua ciudad romano-helenística de Gádara (Γάδαρα), una ciudad semiautónoma perteneciente a la Decápolis. La ciudad también fue llamada Antiochia o Antiochia Seminaris y Selucia.
En el departamento de Bani Kinanah y la Gobernación de Irbid en el extremo noroeste del país, cerca de las fronteras de Jordania con Israel y Siria, está ubicada sobre una colina a 378 metros sobre el nivel del mar, con vistas al mar de Galilea, los altos del Golán y la garganta del río Yarmuk.

## Historia

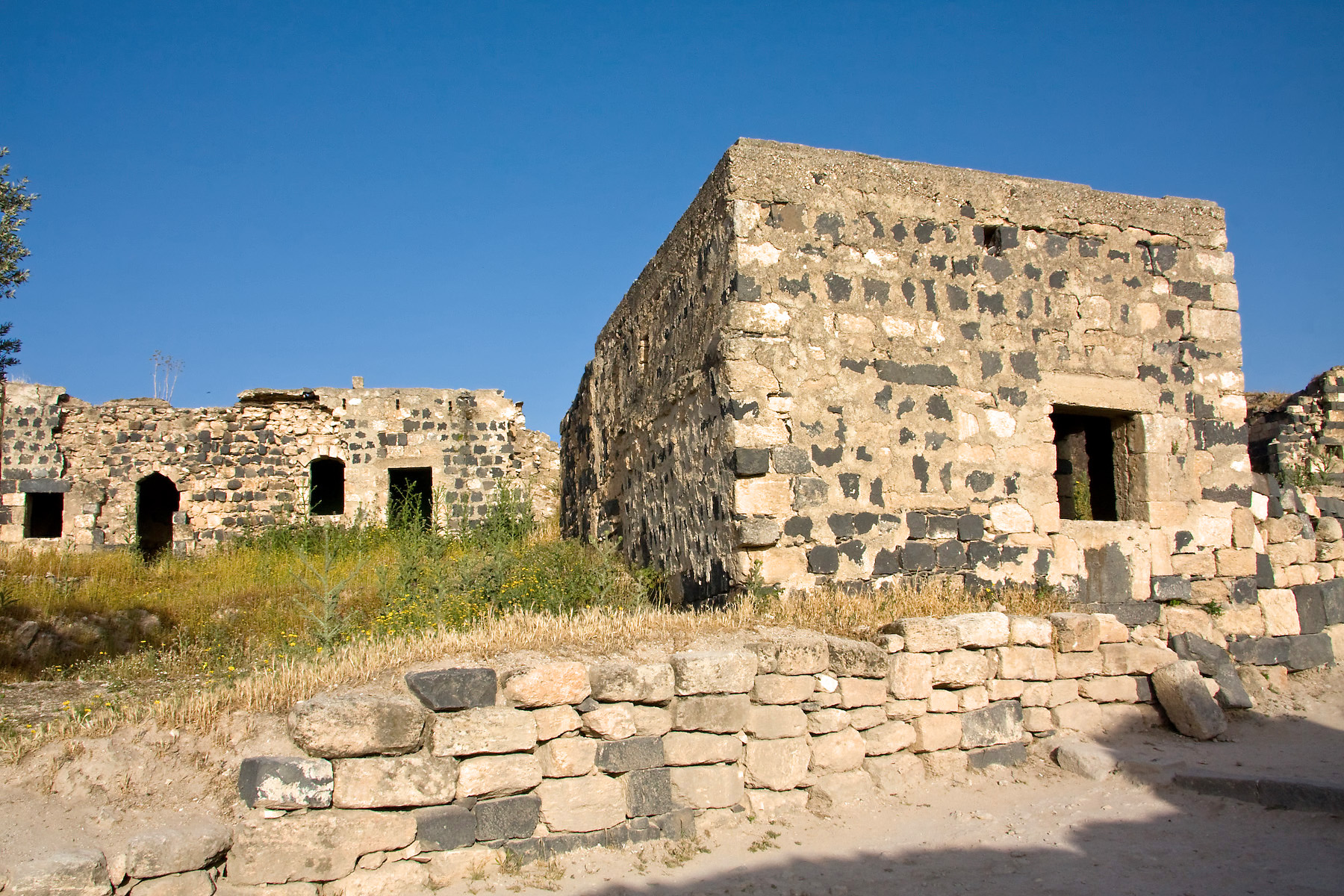
Mapa de la Decápolis, incluyendo Gádara

Gádara (en hebreo : גדרה, Gadara, o גדר, Gader ; en griego antiguo: Γάδαρα Gádara) estaba situada en una posición defendible en una cresta accesible al este, pero protegida por pronunciadas caídas en los otros tres lados. Bien regada, tenía acceso a los manantiales y cisternas de Ain Qais.

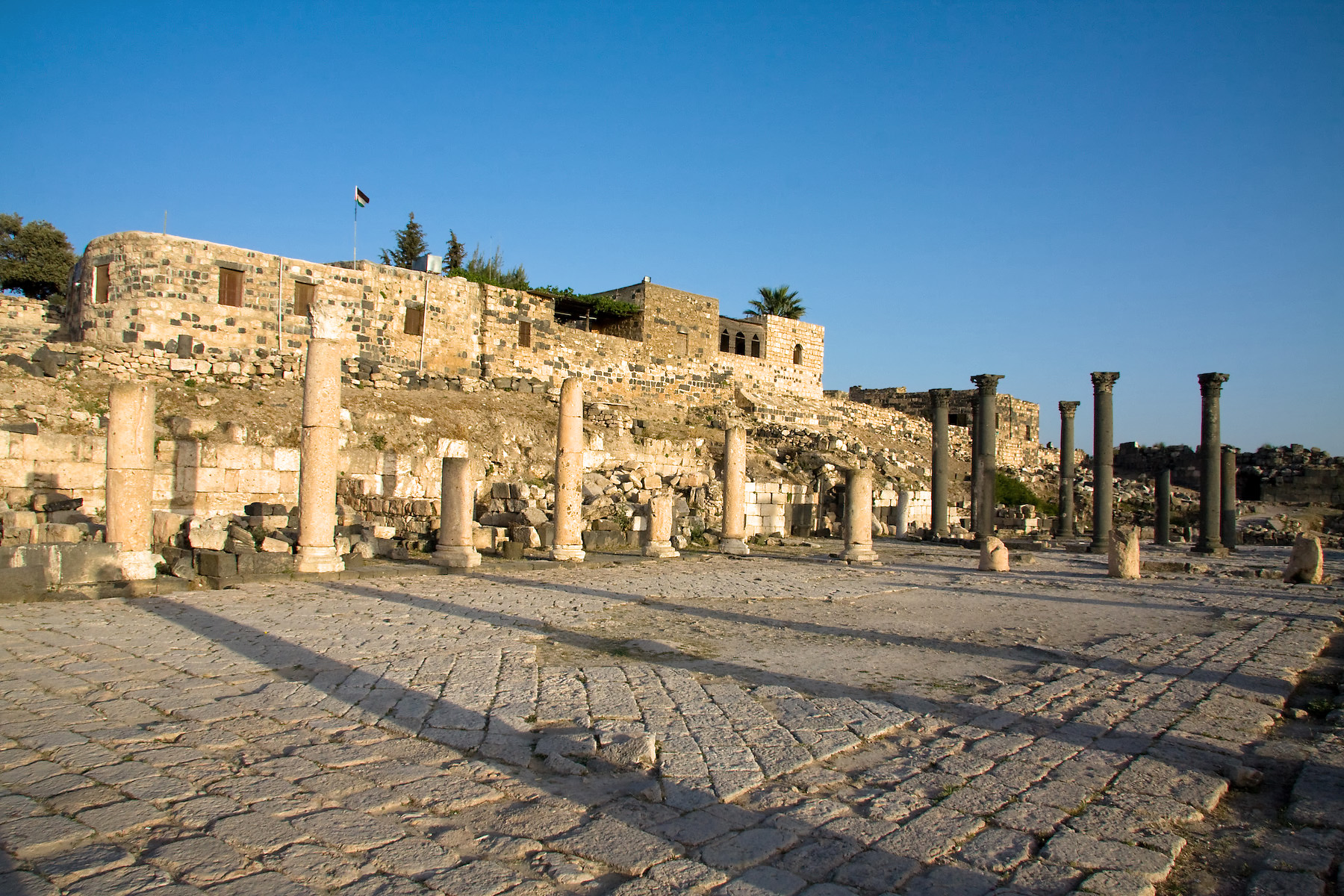
Planta de una iglesia de Umm Qais

Miembro de la Decápolis, Gádara fue un centro de la cultura griega en la región, considerado uno de los más helenizados y gozando de un estatus político y religioso especial. En el siglo III a. C., la ciudad tenía cierta importancia cultural. Fue el lugar de nacimiento del satírico Menipo, un esclavo que se convirtió en filósofo cínico y satirizó las locuras de la humanidad en una mezcla de prosa y verso. Sus obras no han sobrevivido, pero fueron imitadas por Marco Terencio Varrón y por Luciano de Samósata. El historiador griego Polibio describe Gádara en el año 218 a. C. como el «más fuerte de todos los lugares de la región». Sin embargo, capituló poco después cuando fue asediado por el rey de la dinastía seléucida Antíoco III el Grande. La región estuvo dentro y fuera del control de los reyes seléucidas de Siria y los ptolomeos de Egipto. Gádara fue capturada y dañada por Alejandro Janneo.
A comienzos del siglo I a. C., Gádara dio a luz a su hijo más famoso, Meleagro de Gádara. Fue uno de los poetas griegos helenísticos más admirados, no únicamente por sus propias obras, sino también por su antología de otros poetas, que formó la base de la gran colección conocida como antología griega. También en esta época nació Filodemo de Gadara, un filósofo epicúreo y poeta que estudió con Zenón de Sidón en Atenas, antes de trasladarse a Roma y luego a Herculano.
En el 63 a. C., cuando el general romano Pompeyo colocó a la región bajo el control de Roma, reconstruyó Gádara y la convirtió en una de las ciudades semiautónomas de la Decápolis romana, un baluarte contra la expansión nabatea. Pero en el año 30 a. C., Augusto la puso bajo el control del rey judío Herodes. El historiador Flavio Josefo cuenta que después de la muerte del rey Herodes en el año 4 a. C., Gádara pasó a formar parte de la provincia romana de Siria.
Flavio Josefo relata que en el año 66, al comienzo de la revuelta judía contra los romanos, Gádara y sus alrededores fueron devastados:

Entonces Vespasiano marchó a la ciudad de Gádara. Entró y mató a todos los jóvenes, los romanos no tuvieron piedad de ninguna edad. Él prendió fuego a la ciudad y todas las villas a su alrededor.

En los evangelios de Mateo, Marcos y Lucas se relata un episodio de un encuentro entre Jesús de Nazaret y un hombre poseído por muchos demonios (dos hombres según Mateo) que vivían en un cementerio. Estos demonios reconocieron a Jesús como el Hijo de Dios y le pidieron que no los torturara sino que los dejara escapar a una gran manada de cerdos que estaba alimentándose cerca de ese lugar. Marcos habla de unos dos mil cerdos que se lanzaron al lago por el precipicio y se ahogaron. Lucas, por su parte, menciona que Jesús les preguntó por su nombre y ellos respondieron Legión, por lo que, si se hace referencia a lo que mencionó el antiguo historiador griego Polibio acerca de la composición de una legión militar, se puede inferir que se trataba de más de cuatro mil demonios.
El relato de Mateo transcurre en la región de Gádara. Sin embargo, Marcos y Lucas localizan este evento en Gerasa, otra de las ciudades de la Decápolis. El término gadarenos presenta variantes en diferentes copias griegas, como gergeseos y gerasenos.